# Pityohyphantes brachygynus
Pityohyphantes brachygynus là một loài nhện trong họ Linyphiidae.
Loài này thuộc chi Pityohyphantes. Pityohyphantes brachygynus được Ralph Vary Chamberlin & Wilton Ivie miêu tả năm 1942.